# Kétsoprony
Kétsoprony là một thị trấn thuộc hạt Békés, Hungary. Thị trấn này có diện tích 51,24 km², dân số năm 2010 là 1469 người, mật độ 29 người/km².